# Haferflockensuppe
Eine Haferflockensuppe ist eine Suppe, deren Grundlage Haferflocken sind. Haferflocken werden mit Wasser oder Milch und  weiteren Zutaten wie Gemüse und Gewürzen gekocht.
Haferflocken werden mehrere Stunden lang in kaltem Wasser eingeweicht und dann in die kochende Brühe gegeben. Nach dem Passieren wird die Suppe mit Butter und Speisesalz versetzt.